# Paulo Bonfim
Paulo Martins Soares Fernandes Bonfim, noto semplicemente come Paulo Bonfim (20 febbraio 1957), è un ex giocatore di calcio a 5 brasiliano.

## Carriera
Utilizzato nel ruolo di esterno, Bonfim ha giocato a livello di club nell'Olympico di Minas Gerais. Con la nazionale brasiliana ha partecipato al campionato mondiale  inaugurale in Brasile nel 1982, dove la nazionale verdeoro vinse il titolo di campione del mondo. Con la Seleçao ha messo a segno tredici gol distribuiti tra il 1980 e il 1983.